# 발네바 코로나19 백신
발네바 코로나19 백신은 프랑스의 기업인 발네바가 개발한 코로나19 백신이며 VLA2001, VLA2101 등으로 불렸었다.

## 예방률
임상 1/2상에서 정량을 투여한 그룹은 89.8%, 조금더 투여한 그룹은 100%의 효과가 나타났다.